# Snowboarden op de Olympische Winterspelen 2022
Snowboarden was een van de sporten die beoefend werden tijdens de Olympische Winterspelen 2022 in Peking. De wedstrijden vonden plaats in het Genting Snow Park en in de Big Air Shougang.
Nieuw op het programma was het onderdeel gemengde snowboardcross.

## Wedstrijdschema
| Datum                 | Lokale tijd | MET   | Mannen                  | Vrouwen                 |
| --------------------- | ----------- | ----- | ----------------------- | ----------------------- |
| vrijdag 4 februari    | 20:00       | 13:00 | Openingsceremonie       | Openingsceremonie       |
| zaterdag 5 februari   | 10:45       | 03:45 |                         | Slopestyle (Q)          |
| zondag 6 februari     | 09:30       | 02:30 |                         | Slopestyle              |
| zondag 6 februari     | 12:30       | 05:30 | Slopestyle (Q)          |                         |
| maandag 7 februari    | 12:00       | 05:00 | Slopestyle              |                         |
| dinsdag 8 februari    | 10:40       | 03:40 |                         | Parallelreuzenslalom    |
| dinsdag 8 februari    | 11:07       | 04:07 | Parallelreuzenslalom    |                         |
| woensdag 9 februari   | 09:30       | 02:30 |                         | Halfpipe (Q)            |
| woensdag 9 februari   | 11:00       | 04:00 |                         | Snowboardcross (Q)      |
| woensdag 9 februari   | 12:30       | 05:30 | Halfpipe (Q)            |                         |
| woensdag 9 februari   | 14:30       | 07:30 |                         | Snowboardcross          |
| donderdag 10 februari | 09:30       | 02:30 |                         | Halfpipe                |
| donderdag 10 februari | 11:15       | 04:15 | Snowboardcross          |                         |
| vrijdag 11 februari   | 09:30       | 02:30 | Halfpipe                |                         |
| zaterdag 12 februari  | 10:00       | 03:00 | Gemengde snowboardcross | Gemengde snowboardcross |
| maandag 14 februari   | 09:30       | 02:30 |                         | Big air (Q)             |
| maandag 14 februari   | 13:30       | 06:30 | Big air (Q)             |                         |
| dinsdag 15 februari   | 09:30       | 02:30 |                         | Big air                 |
| dinsdag 15 februari   | 13:00       | 06:00 | Big air                 |                         |
| zondag 20 februari    | 20:00       | 13:00 | Sluitingsceremonie      | Sluitingsceremonie      |

## Medailles

### Mannen
| Onderdeel            | Goud                           | Goud                           | Zilver                  | Zilver               | Brons                    | Brons                    |
| -------------------- | ------------------------------ | ------------------------------ | ----------------------- | -------------------- | ------------------------ | ------------------------ |
| Big air              | Su Yiming China                | 182,50                         | Mons Røisland Noorwegen | 171,75               | Maxence Parrot Canada    | 170,25                   |
| Halfpipe             | Ayumu Hirano Japan             | 96,00                          | Scotty James Australië  | 92,50                | Jan Scherrer Zwitserland | 87,25                    |
| Parallelreuzenslalom | Benjamin Karl Oostenrijk       | Benjamin Karl Oostenrijk       | Tim Mastnak Slovenië    | Tim Mastnak Slovenië | Vic Wild Russische ploeg | Vic Wild Russische ploeg |
| Slopestyle           | Maxence Parrot Canada          | 90,96                          | Su Yiming China         | 88,70                | Mark McMorris Canada     | 88,53                    |
| Snowboardcross       | Alessandro Hämmerle Oostenrijk | Alessandro Hämmerle Oostenrijk | Éliot Grondin Canada    | Éliot Grondin Canada | Omar Visintin Italië     | Omar Visintin Italië     |

### Vrouwen
| Onderdeel            | Goud                                | Goud                                | Zilver                             | Zilver                    | Brons                  | Brons                  |
| -------------------- | ----------------------------------- | ----------------------------------- | ---------------------------------- | ------------------------- | ---------------------- | ---------------------- |
| Big air              | Anna Gasser Oostenrijk              | ̀185,50                              | Zoi Sadowski-Synnott Nieuw-Zeeland | 177,00                    | Kokomo Murase Japan    | 171,50                 |
| Halfpipe             | Chloe Kim Verenigde Staten          | 94,00                               | Queralt Castellet Spanje           | 90,25                     | Sena Tomita Japan      | 88,25                  |
| Parallelreuzenslalom | Ester Ledecká Tsjechië              | Ester Ledecká Tsjechië              | Daniela Ulbing Oostenrijk          | Daniela Ulbing Oostenrijk | Gloria Kotnik Slovenië | Gloria Kotnik Slovenië |
| Slopestyle           | Zoi Sadowski-Synnott Nieuw-Zeeland  | 92,88                               | Julia Marino Verenigde Staten      | 87,68                     | Tess Coady Australië   | 84,15                  |
| Snowboardcross       | Lindsey Jacobellis Verenigde Staten | Lindsey Jacobellis Verenigde Staten | Chloé Trespeuch Frankrijk          | Chloé Trespeuch Frankrijk | Meryeta O'Dine Canada  | Meryeta O'Dine Canada  |

### Gemengd
| Onderdeel      | Goud                                                 | Goud                                                 | Zilver                              | Zilver                              | Brons                               | Brons                               |
| -------------- | ---------------------------------------------------- | ---------------------------------------------------- | ----------------------------------- | ----------------------------------- | ----------------------------------- | ----------------------------------- |
| Snowboardcross | Verenigde Staten Nick Baumgartner Lindsey Jacobellis | Verenigde Staten Nick Baumgartner Lindsey Jacobellis | Italië Omar Visintin Michela Moioli | Italië Omar Visintin Michela Moioli | Canada Éliot Grondin Meryeta O'Dine | Canada Éliot Grondin Meryeta O'Dine |

### Medaillespiegel
| Plaats | Land             | NOC    | Goud | Zilver | Brons | Totaal |
| ------ | ---------------- | ------ | ---- | ------ | ----- | ------ |
| 1      | Oostenrijk       | AUT    | 3    | 1      | 0     | 4      |
| 1      | Verenigde Staten | USA    | 3    | 1      | 0     | 4      |
| 3      | Canada           | CAN    | 1    | 1      | 4     | 6      |
| 4      | China            | CHN    | 1    | 1      | 0     | 2      |
| 4      | Nieuw-Zeeland    | NZL    | 1    | 1      | 0     | 1      |
| 6      | Japan            | JPN    | 1    | 0      | 2     | 3      |
| 7      | Tsjechië         | CZE    | 1    | 0      | 0     | 1      |
| 8      | Australië        | AUS    | 0    | 1      | 1     | 1      |
| 8      | Italië           | ITA    | 0    | 1      | 1     | 2      |
| 8      | Slovenië         | SLO    | 0    | 1      | 1     | 2      |
| 11     | Frankrijk        | FRA    | 0    | 1      | 0     | 1      |
| 11     | Noorwegen        | NOR    | 0    | 1      | 0     | 1      |
| 11     | Spanje           | ESP    | 0    | 1      | 0     | 1      |
| 14     | Russische ploeg  | ROC    | 0    | 0      | 1     | 1      |
| 14     | Zwitserland      | SUI    | 0    | 0      | 1     | 1      |
| Totaal | Totaal           | Totaal | 11   | 11     | 11    | 33     |